# Monolepta gossypiperda
Monolepta gossypiperda is een keversoort uit de familie bladkevers (Chrysomelidae). De wetenschappelijke naam van de soort werd in 1948 gepubliceerd door Gilbert Ernest Bryant.